# Porsche Tennis Grand Prix 2007
Il Porsche Tennis Grand Prix 2007 è stato un torneo femminile di tennis giocato sul cemento indoor. 
È stata la 30ª edizione del Porsche Tennis Grand Prix, che fa parte della categoria Tier II nell'ambito del WTA Tour 2007.
Si è giocato nel Porsche Arena di Stoccarda in Germania, dall'1 al 7 ottobre 2007.

## Campionesse

### Singolare
Justine Henin ha battuto in finale  Tatiana Golovin con il punteggio di 2–6, 6–2, 6–1

### Doppio
Květa Peschke /  Rennae Stubbs hanno battuto in finale  Yung-Jan Chan /  Dinara Safina con il punteggio di 6(5)–7, 7–6(4), (10-2)